# Kheneg Mayoum
Kheneg Mayoum è un comune dell'Algeria, situato nella provincia di Skikda.